# Бродович, Николай Степанович
Николай Степанович Бродович (1881 — не ранее 1930-х) — русский архитектор.
Окончил Высшее художественное училище при Императорской Академии художеств в 1911 году.

## Проекты в Санкт-Петербурге

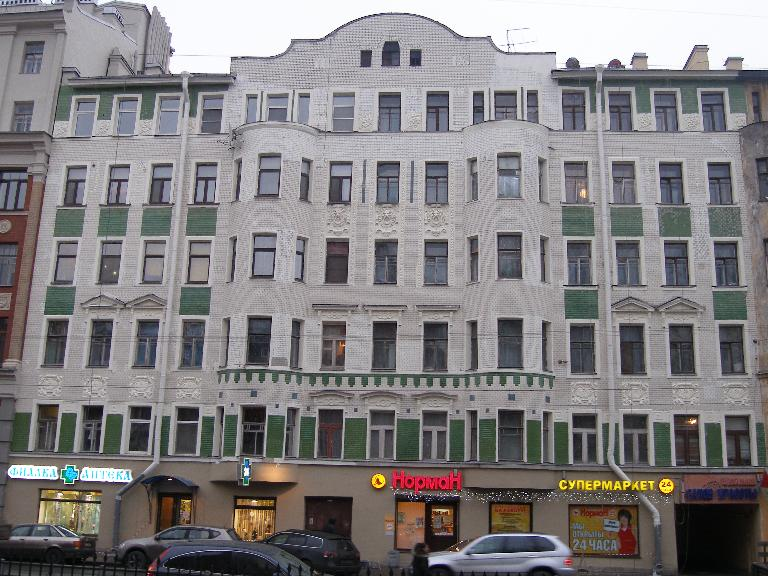
Чкаловский проспект, д. 60

- Опочинина улица, д.№ 7 — доходный дом. 1909.
- Гаванская улица, д.№ 22 — Шкиперский проток, д.№ 4 — доходный дом. 1910.
- Улица Кропоткина, д.№ 13 — доходный дом. 1910—1911.
- Большой проспект Васильевского острова, д.№ 99 — доходный дом. 1911.
- Чкаловский проспект, д.№ 54 — доходный дом. 1911.
- 18-я линия, д.№ 25 — доходный дом. 1911—1912.
- Чкаловский проспект, д.№ 56 — доходный дом. 1912.
- Чкаловский проспект, д.№ 60 — доходный дом. 1912—1913.
- Улица Всеволода Вишневского, д.№ 20 — доходный дом. 1913.
- Лахтинская улица, д.№ 12 — дом общества попечения о бедных и больных детях. 1914.